# Matías Vecino
Matías Vecino Falero (* 24. srpna 1991 Canelones) je uruguayský profesionální fotbalista, který hraje na pozici středního záložníka za italský klub SS Lazio a za uruguayský národní tým. Je potomkem přistěhovalců z Molise a má kromě uruguayského i italské občanství.

## Klubová kariéra
Hrál v Primera División v letech 2010 až 2011 za Central Español FC a v letech 2011 až 2013 za Nacional Montevideo, s nímž získal v roce 2012 mistrovský titul. Od roku 2013 byl hráčem ACF Fiorentina, hostoval v Cagliari Calcio a Empoli FC. V roce 2017 přestoupil za 24 milionů eur do Interu Milán.

## Reprezentační kariéra
Zúčastnil se mistrovství světa ve fotbale hráčů do 20 let 2011. V seniorské reprezentaci debutoval v roce 2016. Hrál na Copa América 2016, mistrovství světa ve fotbale 2018 a Copa América 2019. V roce 2018 a 2019 vyhrál s uruguayským týmem China Cup.